# Косулино (Свердловская область)
Косу́лино — село в Белоярском районе Свердловской области России. Входит в Белоярский муниципальный округ.
Ранее было центром Косулинского сельсовета Белоярского  района.

## Географическое положение
Косулино расположено в 26 километрах (по автотрассе в 28 километрах) к западу от посёлка Белоярского, на обоих берегах реки Бобровки (левого притока Исети). В окрестностях села ниже и выше по течению реки созданы небольшие пруды. В окрестностях села имеется ботанический природный памятник — сосновая роща Урочище Рыбки. В одном километре к северу от села проходит автодорога Екатеринбург — Тюмень (участок автомагистрали М12 «Восток»), а также участок Екатеринбург — Тюмень Свердловской железной дороги (часть Транссибирской магистрали). Южнее Косулина проходит железнодорожная ветка Екатеринбург — Курган.

## Транспорт
В окрестностях села, в 4,5 км к северо-востоку, в юго-западной части посёлка Верхнее Дуброво, расположена станция Косулино Свердловской железной дороги, относящаяся к главному ходу Транссибирской магистрали. В 2 км севернее Косулина расположена железнодорожная станция Бобровка, относящаяся к посёлку Бобровка. В целом село окружено сетью железных дорог, относящихся к масштабному Екатеринбургскому железнодорожному узлу: линии вокруг села разделяют магистральные направления от Екатеринбурга на Тюмень и на Каменск-Уральский.
Между Косулином и Екатеринбургом (Северный автовокзал) курсирует автобусный маршрут № 120.

## История
Косулино основано в 1695 году. Первые упоминания в церковных документах о селе встречаются в 1721 году, оно описывается как многодворная деревня расположенная около Сибирского тракта на реке Бобровке. Село Косулино часто горело. Из-за пожаров жители теряли имущество и жилье. У косулинцев было прозвище «косулинские нищие» за то, что ходили по деревням и просили милостыню на «погорелое место».
«Екатеринбургская неделя» за май 1883 года:
Из Косулино. День 15 мая был встречен косулинцами радостно, а закончился большим горем. Около полтретьего дня от неустановленных причин вспыхнул пожар, и в течение трех часов сгорела почти вся Косулина – 120 домов вместе с постройками имуществом, домашним скотом. Порывы ветра во время пожара были настолько сильны, что одноминутно охватывало огнем десятки домов и действовать к прекращению пожара не представлялось ни малейшей возможности. Не дай бог никому видеть подобную картину, которая была в Косулино, и которую косулинцы видят во второй раз. 15 лет назад, в 1868 году, в Косулино был такой же пожар. И вот только косулинцы отстроили новые дома, постройки, все одновременно пошло прахом.

## Храм во имя св. мучеников Флора и Лавра
В селе издавна была построена часовня, которая сгорела 28 апреля 1869 года. На том же месте в 1869 году была построена новая деревянная часовня. В 1873—1877 годах пристройкой алтаря и колокольни часовня была перестроена в церковь, которая была освящена 18 сентября 1877 года во имя святых мучеников Флора и Лавра. До 1877 года село состояло в Бобровском приходе, затем была приписано к Мало-Брусянскому приходу. А с 1880 года в селе самостоятельный приход, который был закрыт в 1885—1886 годах по недостатку средств к содержанию причта. Свой приход был вновь открыт в 1886 году. Каменный храм был заложен в 1905 году. Строительство храма велось пять лет и было завершено осенью 1910 года. 10 октября 1910 года, Преосвященнейшим Митрофаном, епископом Екатеринбургским и Ирбитским, здание храма было освящено. Храм работал до 1935 года. Затем в здании размещались различные светские организации. А в 1995 году здание храма было передано Екатеринбургской епархии РПЦ. С 2011 года решением Священного Синода РПЦ Приход вошел в состав вновь образованной Каменской епархии Екатеринбургской митрополии. С 2006 года по настоящее время настоятелем является протоиерей Александр Дубасов.

## Школа
- 1880 год. В Косулино открыто первое учебное заведение — земская школа, в которой обучалось 37 человек.
- 1913 год. Министерством народного просвещения построена новая «красная» кирпичная школа.
- 1947—1954 гг. Кроме каменного здания для занятий использовался старый помещичий дом, который не сохранился до наших дней.
- 1954—1964 гг. Из-за увеличения числа учеников строится здание деревянной школы.
- 1966 год. Первый выпуск из 10 класса.
- 1986 г. Продолжается строительство новой школы.
- 1987 год. За парты в новой школе сели первые её ученики.
- С 1 сентября 2023 года открыто новое здание школы.

С 2015 г. школа стала переполненной. В связи с этим обсуждается строительство новой школы, но для неё нет подходящей государственной земли. В связи с этим свою землю для школы предложил предприниматель. Предложение было предварительно одобрено областными властями осенью 2018 года.

## Инфраструктура
Сельская управа, ДК «Юбилейный», загородный отель-клуб «Раздолье», участковая больница имени П. В. Чурбанова, библиотека, детский сад, Косулинский пивоваренный завод, Косулинский молочный завод, почта. В Косулине зарегистрирована Монархическая партия России, созданная Антоном Баковым.
В Косулине находится индустриальный парк «PNK Косулино». В конце 2016 года на территории парка был открыт распределительный центр торговых сетей «Перекресток» и «Карусель».В 2023 году, в Косулино были построены пункты выдачи маркетплейсов «Wildberries», «Яндекс Маркет» и «OZON» С конца 2017 года на территории парка строится распределительный центр для торговой сети «Ашан».

## Уничтожение U-2
1 мая 1960 на поле косулинского совхоза близ деревни Поварня упал сбитый самолёт-разведчик Lockheed U-2, пилотируемый Фрэнсисом Гэри Пауэрсом.

## Интерес ЦРУ к Косулино
5 ноября 2001 года был снят гриф секретности и опубликован документ ЦРУ от 27 мая 1960 года с аэрофотоснимком пусковой площадки ракет земля воздух в Косулино .

## Население
| 2002 | 2010  | 2021  |
| ---- | ----- | ----- |
| 2191 | ↗2644 | ↗3136 |